# Гедройц, Николай Антонович
 Николай Антонович Гедройц (1 мая 1853—31 января 1933) — художник, меценат, общественный деятель, инициатор и организатор создания Николаевского художественного музея им. В.В. Верещагина.

## Биография
Происходил из старинного рода литовско-польских князей Гедройц (Гедройтських). Род Гедройц утвержден в княжеском списке Российской империи с внесением его в V часть родословных книг по губерниям Виленской, Тверской, Новгородской.
Окончил Санкт-Петербургскую академию художеств. Имел коллекцию картин известных авторов. Оказывал финансовую и моральную поддержку малоизвестным и известным талантливым художникам и скульпторам. В числе его друзей были художники И.Ю. Репин, В.В. Верещагин, Н.С. Самокиш, Л.М. Антокольский, А. И. Куинджи, В. Васнецов, К.А. Трутовский, Д.М. Левашов, А.И. Комашка, В.В. Мате (редактор рисунков Т.Г. Шевченко, изданных в 1911-1914 гг.), М.М. Ге, А.А. Куренной; скульпторы М. Антокольский, И.Я. Гинцбург, харьковский архитектор А.Е. Ефремов, директор Харьковского художественного училища А.М. Любимов, директор Строгановского училища Н.В. Глоба, историк Д.И. Яворницкий. В 1918 году переехал в Харьков.